# 赫里佩利夫河
赫里佩利夫河（烏克蘭語：Хрипелів），是烏克蘭的河流，位於該國西部伊萬諾-弗蘭科夫斯克州，屬於維斯特里察-納德維爾尼揚斯卡河的支流，流經纳德维尔纳区，河道全長11公里，流域面積36.4平方公里。